# Ranohira silvestris
Ranohira silvestris är en fjärilsart som beskrevs av Pierre E.L. Viette 1952. Ranohira silvestris ingår i släktet Ranohira och familjen äkta malar.
Artens utbredningsområde är Madagaskar. Inga underarter finns listade.